# Johanna Motherby

Johanna Motherby (Pastell, 1893 im Besitz der Geheimrätin Helmentag, Köln)

Johanna Charlotte Motherby, geborene Tillheim (auch Thielheim), ab 1824 Dieffenbach (* 29. April 1782 in Königsberg; † 22. August 1842 in Berlin) war eine Salonnière, Gesellschafterin und Briefautorin.

## Leben
Johanna Charlotte Tillheim kam in einfachen Verhältnissen als Tochter eines Königsberger Handwerkers zur Welt.
1806 heiratete sie den Mediziner William Motherby (1776–1847), Sohn des Robert Motherby (1736–1801), eines in Königsberg niedergelassenen und mit Immanuel Kant befreundeten britischen Kaufmanns aus Hull (Yorkshire), und der Charlotte, geb. Toussaint (1742–1794). William Motherby hatte in Ostpreußen die Impfung gegen Kuhpocken eingeführt. Zu den Kindern von William und Johanna Motherby gehörten eine Tochter Anna (* 15. April 1807; † 5. Januar 1870), genannt Nancy, später verheiratet mit dem Geheimen Regierungsrat in Köln Louis Simon, und Robert Motherby (* 4. April 1808; † 17. April 1861), der den Arztberuf seines Vaters ergriff, 1837 Elisabeth Ritzhaupt (1820–1897) heiratete und 1849 dem preußischen Landtag angehörte.

## Salongeselligkeit
William Motherby gründete 1805 eine Gesellschaft von Freunden von Immanuel Kant, die bis 1945 existierte und das Andenken des Philosophen pflegte. Sein Haus in Königsberg war zudem berühmt für die Salongeselligkeit, die Johanna Motherby pflegte. Hier verkehrten u. a. Max von Schenkendorf, der Johanna drei Gedichte widmete, dessen Frau, die verwitwete Kaufmannsgattin Henriette Elisabeth Barckley (1774–1840), Juliane von Krüdener und Wilhelm von Humboldt. Humboldt, als preußischer Staatsrat und Leiter der Sektion für Kultur und Unterricht im Kultusministerium an den damals in Königsberg residierenden Hof berufen, weilte von April bis September 1809 in Königsberg. Bis 1813 unterhielt Humboldt einen offenbar innigen Briefwechsel mit Johanna Motherby. Seine vertraulichen Briefe an sie, die über einen bei Motherbys zur Untermiete wohnenden Kriegsrat an Johanna gesandt wurden, haben die Erben später verbrannt.
Ein weiterer Gast war Ernst Moritz Arndt, ein Jugendfreund von William Motherby, der 1813, von Russland kommend, mit dem Freiherrn von Stein am 21. Januar in Königsberg eintraf. Arndt blieb zwei Monate und begann eine Liebesaffäre mit Johanna Motherby, die er in Gedichten und Briefen „Furina“ nannte. Während die Leidenschaft bald abkühlte, überdauerte ihre Freundschaft die Wechselfälle ihres Lebens bis zu ihrem Tod und übertrug sich auch auf ihre Tochter Anna. Im Juni 1833 wurde Arndt der Taufpate von deren Sohn, dem Enkel der Johanna Motherby, Wilhelm Simon (1833–1916), später Gerichtsassessor und Eisenbahndirektor.

## Scheidung und neue Ehe
Bei den Motherbys verkehrte auch der Lehrerssohn und spätere Chirurg Johann Friedrich Dieffenbach, der zunächst in Berlin Theologie, von Herbst 1814 bis Anfang 1820 in Königsberg Medizin an der Albertina studierte. Er verliebte sich leidenschaftlich in die Gastgeberin, die sich 1820 von ihrem Ehemann trennte. 1822 wurde gegen ihn wegen des Vorwurfs demagogischer Umtriebe ermittelt, und er verließ Königsberg. Der langwierige Scheidungsprozess des Ehepaars Motherby endete erst 1824, und Johanna heiratete noch im selben Jahr Dieffenbach, der seit 1823 in Berlin praktizierte. Dieser schrieb an einen Freund: „Mein Weib ist nicht jung, nicht schön, nicht reich; aber eben weil ihr dieses alles abgeht, werdet ihr um so gewisser überzeugt sein, dass ich sie liebe. Dagegen besitzt sie einen so unendlichen Reichtum an Güte des Herzens, eine köstliche Bildung, also Güter, die nie zu verlieren sind.“ Das Paar bezog eine Wohnung in der Jägerstraße Nr. 48. Doch auch diese Ehe wurde 1831 geschieden; Dieffenbach heiratete noch im selben Jahr die wesentlich jüngere Emilie Friederike Wilhelmine geb. Heydecker (1810–1889).
Johanna Dieffenbach blieb in Berlin und bezog eine Wohnung An der Schleuse Nr. 10. Wieder gab sie Salons, bei denen sie u. a. Immanuel Bekker und den Dichter und Shakespeare-Übersetzer Johann Philipp Kaufmann (1802–1846) empfing, der damals als Gerichtsassessor am Berliner Kammergericht tätig war.

## Freundschaft mit der Gräfin Ahlefeldt
Seit 1816 war Johanna Motherby mit der Gräfin Elisa von Ahlefeldt befreundet, die mit ihrem Mann, dem Offizier Adolf von Lützow nach Königsberg gekommen war. „Wir werden und wir müssen Freundinnen sein“, waren Johannas erste Worte, als sie sich in einer Gesellschaft begegneten. 1822 trafen sich die Frauen in Münster wieder, wo die Gräfin eine Affäre mit Karl Immermann begonnen hatte. 1825 wurde die Gräfin von Lützow geschieden und lebte anderthalb Jahrzehnte mit Immermann in Düsseldorf, der 1839 Marianne Niemeyer heiratete. Kurz danach folgte Elisa von Ahlefeldt dem Drängen ihrer Freundin Johanna und trat mit ihr, in Begleitung von Ernst Moritz Arndt und Philipp Kaufmann, eine Reise nach Italien an. Ihre Reise führte zunächst nach Straßburg, wo sich Arndt von der Gruppe trennte, sodann über Genua, Florenz, Bologna und Venedig, dann nahmen sie den Rückweg über Ferrara und Tirol.
Im Jahr 1840 kehrten Johanna Dieffenbach und Elisa von Ahlefeldt zurück und bezogen eine gemeinsame Wohnung in Berlin an der Potsdamer Chaussee Nr. 38, am damaligen Botanischen Garten, der an der Stelle des heutigen Heinrich-von-Kleist-Parks gelegen war. Hier entfaltete sich ihr gemeinsamer Salon, den u. a. bedeutende Künstler wie Cornelius und Rauch, Gelehrte wie Friedrich Raumer und Henrik Steffens, Schriftsteller wie Feodor Wehl, Karl August Varnhagen von Ense und Ludmilla Assing besuchten.
Nach kurzer Erkrankung, vermutlich an der Cholera (lt. Kirchenbuch am Schlagfluss), verstarb Johanna Motherby-Dieffenbach am 22. August 1842 in den Armen ihrer Freundin Elisa von Ahlefeldt. Sie wurde auf dem Kirchhof Alt-Schöneberg in Berlin beigesetzt. Ihr Vermögen vermachte sie ihrem jungen Freund Philipp Kaufmann.
Manche an sie gerichtete Briefe wurden 1890 versteigert; diejenigen von Arndt erwarb die Königliche Bibliothek; heute liegen sie in der Jagiellonischen Bibliothek in Krakau. Die Briefe von Wilhelm von Humboldt an Johanna Motherby gelangten in den Besitz von Richard Maria Werner.

## Briefe
- Briefe von Johanna Motherby an Elisa von Ahlefeldt, Sammlung Varnhagen, Jagiellonische Bibliothek, Krakau
- Briefe an Johanna Motherby, von Wilhelm von Humboldt und Ernst Moritz Arndt. Mit eine Biographie Johanna Motherby's und Erläuterungen. Hg. von Heinrich Meisner, F. A. Brockhaus: Leipzig 1893 (Web-Ressource)
- Ludmilla Assing: Gräfin Elisa von Ahlefeldt, die Gattin Adolphs von Lützow, die Freundin Karl Immermanns, Eine Biographie. Nebst Briefen von Karl Immermann, [Anton Wilhelm] Möller und Henriette Paalzow, Franz Duncker, Berlin 1857 Web-Ressource